# かぎ足

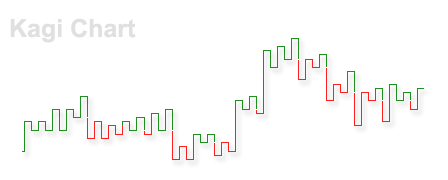
かぎ足の例

かぎ足（かぎあし、英語: Kagi chart）は、株価のテクニカル分析において使用される指標。

## 概要
非時系列チャートの一種で、あらかじめ5、10、20、30…などの値幅を決め、その幅を超えて変動した場合に一本の折れ線グラフとして表記するチャート。株価の上昇している間はそのまま線を延長していき、逆に相場が反転したときは線を折り曲げて別の行に記入する。
1870年代、日本の株式市場で考案されたものである。